# Rochefort (Neuchâtel)
Rochefort é uma comuna da Suíça, situada no cantão de Neuchâtel. Tem 25,84 km² de área e sua população em 2018 foi estimada em 1.239 habitantes.